# Anisopodus puncticollis
Anisopodus puncticollis es una especie de escarabajo longicornio del género Anisopodus, tribu Acanthocinini, subfamilia Lamiinae. Fue descrita científicamente por Monné y Martins en 1976.

## Descripción
Mide 8,8 milímetros de longitud.

## Distribución
Se distribuye por Colombia y Ecuador.